# Вей Фу-Чан
Вей Фу-Чан (кит. трад.: 魏福全; піньїнь: Wèi Fúquán) — тайванський хірург.
Вей народився в Тайнані та отримав ступінь лікаря в Гаосюнському медичному коледжі .   Він пройшов підготовку з пластичної хірургії в меморіальній лікарні Чанг Гун під наглядом Семюеля Нордхоффа, який запропонував Вей «поїхати за кордон, щоб привезти додому щось нове».  Згодом Вей навчався на медичних стипендіях в Університеті Торонто в Канаді та в Інституті хірургії рук і мікрохірургії Крістін М. Клейнерт в Університеті Луїсвілла в Сполучених Штатах Америки.  Завершивши свою хірургічну підготовку в 1983 році, Вей повернувся в Тайвань і розпочав власну навчальну програму з мікрохірургії в меморіальній лікарні Чанг Гун у 1984 році  . Через чотири роки Вей допоміг створити мікрохірургічне відділення інтенсивної терапії в тій же лікарні.  У 1994 році Вей очолив відділення пластичної та реконструктивної хірургії в меморіальній лікарні Чанг Гун.  Після приєднання до цього відділення інших хірургів Вей перейшов від хірургії травм до реконструкції голови та шиї.  У 2013 році Вей прооперував жінку з Гонконгу, яка постраждала під час захоплення заручників у Манілі 2010 року   До лікування Вей ця жінка мала вже 32 операції.  Команда Вея працювала без детального анамнезу пацієнтки, а сама операція тривала більше десяти годин.   Канал Discovery зняв цю операцію  і випустив кадри як частину трисерійного документального серіалу під назвою «Taiwan Revealed»  , прем'єра якого була запланована на 5 червня 2014 року на Тайвані, перш ніж вийти в ефір у 35 інших регіонів Азії у червні та липні 2014 р.   Перший перегляд відбувся в Taipei Guest House 3 червня 2014 року 
Вей викладав у Китайському медичному університеті та Тайбейському медичному університеті .  Після роботи віце-керівником меморіального госпіталю Чанг Гун у Тайбеї  він отримав посаду директора  та працював деканом медичного коледжу Чанг Гун з 2003 по 2011 рр.   5 липня 2012 року Вей став першим хірургом, обраним членом Academia Sinica.   У 2018 році Вей отримав одну з трьох індивідуальних нагород Global Healthcare Awards від Всесвітньої асоціації охорони здоров’я Тайваню.  У 2019 році Вей, Юань-Перн Лі та Юань-Цонг Чен отримали Тайванську Президентську Премію в Галузі Науки.  